# Norelgestromina
La norelgestromina è un farmaco progestinico (agonista progestinico di terza generazione) usato, in Italia, nella contraccezione femminile in associazione con l'etinilestradiolo.

## Farmacocinetica
In Italia, la norgestromina viene assunta per via transdermica (cerotto applicato sulla cute integra). Il rilascio nel circolo sistemico è costante, la clearance è prevalentemente epatica con prodotti metabolici escreti nelle urine.

## Farmacodinamica
La norgelgestromina mima l'azione fisiologica del progesterone e, in combinazione con l'estrogeno (che previene la metrorragia), inibisce il picco pre-ovulatorio dell'LH, impedendo l'ovulazione e ostacolando il fisiologico trofismo endometriale.

## Effetti avversi
Come per tutti i progestinici, l'assunzione di norelgestromina è correlata con un rischio maggiore di sviluppo di malattia tromboembolica e deve essere assunto riducendo il rischio cardiovascolare complessivo (sospensione del fumo di sigaretta e identificazione dei soggetti con trombofilia genetica od acquisita). 
Altri effetti avversi comuni ad altri progestinici sono: spotting, nausea, aumento ponderale, tensione mammaria, cefalea, riacutizzazione degli episodi emicranici, ritenzione idrica, irregolarità mestruali (si regolarizzano dopo i primi cicli e con l'assunzione costante), irritabilità, iperlipidemia. Rispetto agli altri progestinici, la norelgestromina è correlata ad un maggiore incidenza di dismenorrea e tensione mammaria.